# Tumbling Doll of Flesh
Niku Daruma (肉だるま Daruma Niku), intencionalmente conocida por su título en inglés: Tumbling Dolly of Flesh, es una cinta pornográfica de terror y splatter, con elementos como el ero-guro, pseudo-snuff y sexploitation, escrita y dirigida por Tamakichi Anaru, producida en 1998. Sus títulos alternativos, entre otros, son; Kill for Yourself, Psycho: The Snuff Files y Psycho: The Snuff Reels. Es distribuida por Aroma Kikuri.

## Argumento
Kana y un hombre llamado Kiku, son contratados por dos productores para la producción de una película AV. Sin embargo, a medida que la filmación erótica avanza comienzan a añadir elementos sexuales en las escenas, tales como el bondage, la doble penetración con el uso de dildos y la flagelación. Temerosa de que se esté filmando en realidad un vídeo snuff se niega a seguir siendo partícipe, provocando el disgusto de los tres hombres.
Cuando ésta intenta huir es golpeada con un Bate y luego atada a la cama. Entonces, Kiku comienza a violarla, quedando semi-inconsciente el director aprovecha para cercenar su pierna izquierda, además de mutilar su lengua con un pelador de patatas, añadiendo unas pinzas para cesar sus gritos. Después pierde el conocimiento y le es administrada una droga por medio de una inyección para que despierte y se mantenga consciente. Acto seguido su brazo derecho y la pierna restante son amputadas.
Por último el director realiza un corte al abdomen de la joven para que el muchacho pueda realizar un coito en su aparato digestivo, provocándose una hemospermia. Tras eyacular sobre los senos de la misma el director golpea con el mango de un cuchillo la cabeza del joven y apuñala su cara, concluyendo con una castración en el muchacho. Finalmente éste se va a hacer una llamada telefónica mientras la cámara sigue filmando los cuerpos destrozados de sus dos protagonistas.

## Curiosidades
Lo siguiente es un listado de ello: 
- Niku Daruma se muestra a lo largo de prácticamente toda la filmación a través de una cámara fija.

- La película contiene elementos clásicos en las películas niponas, El Bokashi (la nebulización y el pixeleo) frecuentes también en los géneros pornográficos.

- Al igual que la saga Guinea Pig se creyó durante un tiempo que era un auténtico vídeo snuff.

## Recepción
La película fue recibida con críticas medias, Severed-Cinema comentó: «La mayor parte de la película es aburrida, sin embargo, la falta de trama y contenido compensa su valor con gore y Shock puro» mencionaron. 
Por su parte movies made me expresó: «Tumbling Dolly of Flesh es una de las películas más atroces y enfermas jamás hechas» criticando solo algunos detalles en los efectos del film. 
Por otro lado, Varied Celluloid dejó dicho: «No hay absolutamente nada que disfrutar, aunque lo que se mira en esta película te deja perplejo. Si lo que buscas es el gore y la depravación esto es un 5 de 5, pero si están buscando una nueva línea de terror un ambiente lleno de miedo y tensión esta cinta no es una opción» concluyeron.

## Reparto
- Kanako Ooba es Kana
- Kikurin es Kiku
- Tamakichi Anaru es El Director
- Yuuji Kitano es El camarógrafo